# Carlos J. Leitão
Carlos J. Leitão (Peniche, 1959) é um economista e político luso-canadiano, deputado na Assembleia Nacional do Quebec pelo Partido Liberal e foi ministro das Finanças do Quebec do governo de Philippe Couillard.
Nascido em Portugal, Leitão emigrou para o Canada em 1975 onde se licenciou na prestigiosa Universidade McGill.